# Jan Staaf
Jan Egon Staaf (Kisa, 11 januari 1962) is een voormalige Zweedse snelwandelaar. Hij werd meervoudig Zweeds kampioen in deze discipline. Ook nam hij tweemaal deel aan de Olympische Spelen, maar won hierbij geen medailles.

## Loopbaan
Zijn grootste succes behaalde Gustafsson bij de wereldindoorkampioenschappen van 1985 in Parijs, waar hij op de 5000 m snelwandelen op de vijfde plaats eindigde. Bij de wereldkampioenschappen van 1987 in Rome eindigde Staaf als zeventiende op de 20 km snelwandelen, bij de WK van 1993 in Stuttgart werd hij 28e. Staaf nam deel aan de 20 km snelwandelen van zowel de Olympische Spelen van 1988 in Seoel als die van 1996 in Atlanta; in beide gevallen werd hij 30e. Bij de Spelen van 1988 nam Staaf ook deel aan de 50 km snelwandelen, maar op dit onderdeel werd hij gediskwalificeerd.

## Titels
- Zweeds kampioen 10.000 m snelwandelen - 1985, 1986, 1997, 1998
- Zweeds kampioen 20 km snelwandelen - 1996
- Zweeds kampioen 50 km snelwandelen - 1997
- Zweeds indoorkampioen 5000 m snelwandelen - 1998, 1999

## Palmares

### 5000 m snelwandelen (indoor)
- 1985: 5e WK - 20.00,95

### 20 km snelwandelen
- 1983: DNS WK
- 1987: 17e WK - 1:25.12
- 1988: 30e OS - 1:24.59
- 1993: 28e WK - 1:30.29
- 1996: 30e OS - 1:25.30
- 1997: 51e Wereldbeker - 1:23.50
- 1999: 75e Wereldbeker - 1:33.17

### 50 km snelwandelen
- 1988: DQ OS